# Scelio luzonicus
Scelio luzonicus är en stekelart som beskrevs av Jean-Jacques Kieffer 1914. Scelio luzonicus ingår i släktet Scelio och familjen Scelionidae. Inga underarter finns listade i Catalogue of Life.